# شانس بری لیندون
شانس بری لیندون رمانی در سبک رندنامه نوشته ویلیام میکپیس تکری می‌باشد، که اولین بار به شکل سریالی در مجله فریزر در ۱۸۴۴ منتشر شد. تکری، که رمان را براساس زندگی و کردار اندرو رابینسون استونی نوشته بود، بعدها آن را تحت عنوان خاطرات ارباب بری لیندون تجدید چاپ کرد.

## داستان
داستان دربارهٔ عضوی از خانواده نسبتاً سطح بالای ایرلندی می‌باشد که تلاش می‌کند به طبقه اشرافی انگلستان ورود کند.

## اقتباس
استنلی کوبریک فیلم بری لیندون محصول سال ۱۹۷۵ را با اقتباس از این رمان ساخت. برخلاف فیلم، رمان توسط خود بری روایت می‌شود، که به‌طور ذاتی به عنوان یک راوی غیرقابل تکیه عمل می‌کند.